# Ливия делла Ровере
Ли́вия де́лла Ро́вере (итал. Livia Della Rovere; 16 декабря 1585, Пезаро, Урбинское герцогство — 6 июля 1641, Кастеллеоне-ди-Суаза, Папское государство) — принцесса из дома Делла Ровере, дочь Ипполито делла Ровере, маркграфа Сан-Лоренцо-ин-Кампо. В своём праве синьора Рокка-Контрады, Коринальдо, Градары и Сан-Лоренцо-ин-Кампо. Вторая жена герцога Франческо Мария II делла Ровере; в замужестве — герцогиня Урбино.

## Биография

### Семья и ранние годы
Родилась в Пезаро 16 декабря 1585 года. Она была старшей дочерью Ипполито делла Ровере, маркграфа Сан-Лоренцо-ин-Кампо и аристократки Изабеллы Вителли. По отцовской линии приходилась внучкой кардиналу Джулио делла Ровере. По материнской линии была внучкой Джакомо Вителли, синьора Аматриче. Кроме Ливии у родителей был сын Джулио и дочери Елизавета, которая умерла в детском возрасте, Лукреция, сочетавшаяся браком с маркграфом Маркантонио Ланте, Элеонора и Ливия, принявшие монашеский постриг в монастыре сестёр Тела Господня в Пезаро. После смерти матери в 1598 году, отец доверил дочерей заботам монахинь-бенедиктинок монастыря Святой Марии Магдалины в Пезаро. Здесь Ливия находилась до 1599 года, когда была выбрана в супруги двоюродному дяде по отцовской линии, урбинскому герцогу Франческо Мария II делла Ровере.

### Династический брак
В случае пресечения мужской линии герцогов Урбино из дома делла Ровере их владения должны были вернуться в состав Папского государства. Первый брак Франческо Марии II с Лукрецией д’Эсте оказался бездетным. Супруга была старше герцога на пятнадцать лет и умерла, не родив наследника. Поэтому 26 апреля 1599 года пятидесятилетний Франческо Мария II сочетался браком с тринадцатилетней Ливией, дочерью двоюродного брата. Скромная церемония прошла в церкви в Кастельдуранте, сразу после того, как было получено разрешение от римского папы Климента VIII, дозволившего брак между близкими родственниками. Герцог не любил жену; она нужна была ему только для того, чтобы родить наследника. На отношениях супругов сказывались как значительная разница в возрасте, так и неравное происхождение. Франческо Марии II остановил свой выбор на Ливии по настоянию матери, вдовствующей герцогини Виктории Фарнезе. Положение молодой герцогини ухудшилось после смерти свекрови и конфликта между мужем и её отцом, из-за чего последний был вынужден покинуть двор.
В ноябре 1604 года Ливия забеременела. В январе следующего года о беременности герцогини Урбино было объявлено официально. В день святого Убальда, покровителя дома делла Ровере, 16 мая 1605 года в Пезаро она родила сына, наследного принца Федерико Убальдо делла Ровере. Роды принимал врач Джованбаттиста Беттини. 21 июня того же года герцогиня с новорождённым младенцем прибыли к герцогу в Лорето, а 29 июня состоялся их торжественный въезд в Урбино. Однако появление долгожданного наследника не улучшило отношения герцога к супруге. Франческо Мария II забрал у жены ребёнка и передал кормилицам, которых затем сменили учителя. Фактически запертая мужем во дворце Кастельдуранте, Ливия переживала за воспитание их сына. Уже в десятилетнем возрасте наследный принц начал демонстрировать признаки распутства с придворными дамами, на которые его отец не обращал внимания. Франческо Мария II ограничивался наставлениями, которые, по мнению герцога, должны были пригодиться сыну во время самостоятельного правления.
Положение Ливии улучшилось в 1621 году после женитьбы Федерико Убальдо на Клавдии Медичи, с которой у герцогини сложились хорошие отношения. Ливия получила возможность присутствовать на балах при дворе наследных принца и принцессы в Урбино, которые устраивала её невестка, и ожила. Она не скрывала радости, которую испытывала слушая музыку и наблюдая за представлениями. Ей нравились светские беседы. И вскоре пошли слухи о слишком большой жизнерадостности герцогини. Пожилому герцогу донесли об этом, и он запретил жене посещать двор сына и невестки, приказав вернуться в Кастельдуранте.
7 февраля 1622 года в Пезаро у Ливии родилась внучка Виктория делла Ровере. В феврале следующего года герцогиня попыталась наладить отношения между мужем и сыном, которые испортились из-за безрассудного поведения наследного принца. Ей удалось договориться о примирении между ними и встрече, но 29 июня 1623 года Федерико Убальдо неожиданно умер. Внезапная смерть наследного принца чуть не свела его мать с ума. В октябре того же года, овдовевшая невестка, вместе с внучкой, вернулась на родину во Флоренцию, и Ливия осталась одна. После смерти сына и без того тяжелое положение герцогини при дворе сильно ухудшилось. Семидесятилетний Франческо Мария II вернулся в спальню супруги, чтобы зачать ещё одного наследника мужского пола, однако потерпел неудачу. Бесплодные усилия старика по борьбе с импотенцией обернулись обвинениями в сторону герцогини. Герцог срывал свою ярость, избивая жену. Он отобрал у неё подаренный ранее феод и лишил содержания в завещании. Ливия переносила травлю с большим терпением. Чтобы как-то защитить себя, в 1628 году она начала тайно информировать Святой Престол о ситуации при дворе её мужа.

### Поздние годы
28 апреля 1631 года Ливия овдовела. Франческо Мария II не оставил наследника мужского пола, и в мае того же года владения дома делла Ровере были возвращены в состав Папского государства. За усердное служение Святому Престолу римский папа Урбан VIII обещал позаботиться о положении вдовствующей герцогини. Ливии отказали во владении над Пезаро и Ези, а от владения над Тоди отказалась она сама. Затем вдовствующая герцогиня попыталась получить во владение Фабриано и Мателику, но получила синьории Рокка-Контраду и Коринальдо, а позднее Сан-Лоренцо-ин-Кампо и Градару. Резиденцией Ливии стала родовая вилла в Кастеллеоне, ранее принадлежавшая её отцу.
Святой Престол запретил вдовствующей герцогине общаться с родным братом, кардиналом Джулио делла Ровере, который умер в 1636 году. Ей также не разрешили переехать к внучке Виктории во Флоренцию, несмотря на хорошие отношения с домом Медичи и неоднократные приглашения ко двору великого герцога Тосканы. Ливия состояла в постоянной переписке с Викторией. Наконец, в июле 1637 года вдовствующая герцогиня получила разрешение прибыть во Флоренцию на свадьбу внучки, унаследовавшей всё движимое имущество дома делла Ровере. Виктория сочеталась браком с двоюродным братом, великим герцогом Фердинандо II Медичи.
Последние годы Ливия делла Ровере прожила в одиночестве на вилле в Кастеллеоне, где умерла 6 июля 1641 года. Всё своё имущество вдовствующая герцогиня завещала единственной внучке. Согласно последней воле, Ливию похоронили в церкви при монастыре монахинь Тела Господня в Пезаро, где одна из её сестёр была настоятельницей, а другая монахиней.